# لاري إيلدر
لاري إيلدر (بالإنجليزية: Larry Elder)‏ هو محامي وصحفي أمريكي، ولد في 27 أبريل 1952 في لوس أنجلوس في الولايات المتحدة.

## وصلات خارجية
- لاري إيلدر على موقع IMDb (الإنجليزية)
- لاري إيلدر على موقع روتن توميتوز (الإنجليزية)
- لاري إيلدر على موقع إن إن دي بي (الإنجليزية)
- لاري إيلدر على موقع قاعدة بيانات الفيلم (الإنجليزية)